# Culver (Oregon)
Culver és una població dels Estats Units a l'estat d'Oregon. Segons el cens del 2000 tenia 802 habitants.

## Demografia
Segons el cens del 2000, Culver tenia 802 habitants, 254 habitatges, i 198 famílies. La densitat de població era de 499,4 habitants per km².
Dels 254 habitatges en un 49,6% hi vivien nens de menys de 18 anys, en un 59,8% hi vivien parelles casades, en un 13,8% dones solteres, i en un 21,7% no eren unitats familiars. En el 17,7% dels habitatges hi vivien persones soles el 7,1% de les quals corresponia a persones de 65 anys o més que vivien soles. El nombre mitjà de persones vivint en cada habitatge era de 3,16 i el nombre mitjà de persones que vivien en cada família era de 3,59.
Per edats la població es repartia de la següent manera: un 38,3% tenia menys de 18 anys, un 7,4% entre 18 i 24, un 30,4% entre 25 i 44, un 12,8% de 45 a 60 i un 11,1% 65 anys o més.
L'edat mediana era de 28 anys. Per cada 100 dones de 18 o més anys hi havia 94,1 homes.
La renda mediana per habitatge era de 31.667$ i la renda mediana per família de 34.063$. Els homes tenien una renda mediana de 30.278$ mentre que les dones 19.583$. La renda per capita de la població era de 11.865$. Aproximadament el 16,1% de les famílies i el 18,4% de la població estaven per davall del llindar de pobresa.

## Poblacions més properes
El següent diagrama mostra les poblacions més properes.